# Rick James

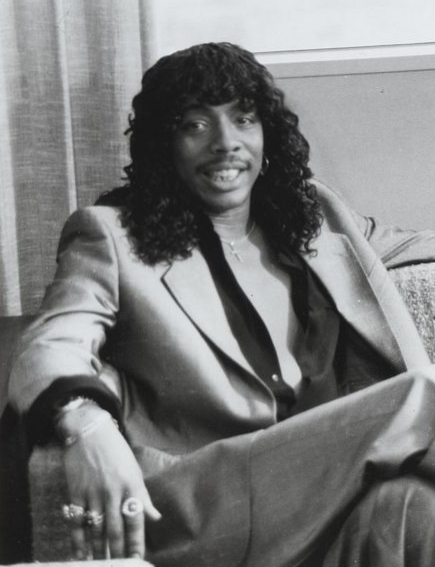
Rick James (1984)

Rick James (* 1. Februar 1948 als James Ambrose Johnson junior in Buffalo, New York; † 6. August 2004 in Los Angeles, Kalifornien) war ein US-amerikanischer Sänger, Songwriter und Musikproduzent.

## Leben
Rick James war das dritte von acht Kindern einer ehemaligen Tänzerin und eines Arbeiters. In den 1960er Jahren sang er in der Rockband Mynah Birds, in der Neil Young für kurze Zeit Gitarre spielte. Zwar hatte die Formation einen Vertrag mit Motown und nahm für das Label auch eine Platte auf, sie fiel jedoch auseinander, da James aber aufgrund einer Gefängnisstrafe wegen unerlaubten Entfernens von den US-Streitkräften nicht mehr zur Verfügung stand, kam es nicht zu der geplanten Veröffentlichung.
Während der späten 1970er und frühen 1980er Jahre war er einer der erfolgreichsten Künstler des Musiklabels Motown. James’ musikalischer Stil war eine wilde Interpretation von Funkmusik und Rhythm and Blues (R&B), die er durch sein eigenwilliges Erscheinungsbild unterstützte. Im Jahr 1980 trat der damals noch recht unbekannte US-Musiker Prince bei James’ Fire-It-Up-Tour als Vorgruppe mit seiner Band auf. 
James erreichte 1982 mit dem Titel Super Freak Platz eins der Billboard-Dance-Charts. Ein weiterer Erfolg war das von James geschriebene Lied Party All the Time, das er für Eddie Murphy produzierte. Drei Jahre später erreichte die Single Glow Platz eins der US-Dance-Charts. 1991 wurde er als Co-Autor von MC Hammers U Can’t Touch This, das auf James’ Hit Super Freak basiert, mit einem Grammy für den besten R&B-Song ausgezeichnet. 1997 unternahm James einen Comebackversuch. Während einer Tour im Jahr 1998 erlitt er jedoch einen Schlaganfall, der seine Laufbahn als Musiker weitgehend beendete.
Neben seinen musikalischen Erfolgen sorgte James auch durch seinen ausschweifenden Lebensstil, insbesondere durch seinen exzessiven Drogenkonsum, für Aufsehen. In den 1990er Jahren wurde er zu einer mehrjährigen Gefängnisstrafe verurteilt. Das Gericht befand ihn für schuldig, gemeinsam mit seiner damaligen Partnerin, Tanya Hijazi, eine junge Frau entführt und misshandelt zu haben. Dabei wurden dem Opfer mit dem heißen Ende einer Crackpfeife Verbrennungen zugefügt. Er verbrachte drei Jahre im Folsom State Prison im US-Bundesstaat Kalifornien.
Durch Chappelle’s Show wurde James auch dem jüngeren Publikum bekannt. In der Show erzählte Charlie Murphy von diversen Eskapaden, die beide gemeinsam erlebt hätten. Zwischendurch wird dabei immer wieder ein Ausschnitt aus einem Interview mit James eingespielt, in dem er sagt: „Cocaine is a hell of a drug“ („Kokain ist eine höllische Droge“) und dann lacht.
James starb am 6. August 2004 im Alter von 56 Jahren. Er erlag, wie eine Autopsie feststellte, einem Herzversagen, vermutlich eine späte Folge seines exzessiven Konsum stimulierender Drogen. Laut Autopsie stand er dabei unter dem Einfluss von acht verschiedenen Drogen sowie Digitalis ; er hatte aber keine der Drogen in einer lebensbedrohlichen Dosis eingenommen.

## Diskografie
Studioalben

| Jahr | Titel                  | Höchstplatzierung, Gesamtwochen, AuszeichnungChartplatzierungen (Jahr, Titel, Platzierungen, Wochen, Auszeichnungen, Anmerkungen) | Höchstplatzierung, Gesamtwochen, AuszeichnungChartplatzierungen (Jahr, Titel, Platzierungen, Wochen, Auszeichnungen, Anmerkungen) | Höchstplatzierung, Gesamtwochen, AuszeichnungChartplatzierungen (Jahr, Titel, Platzierungen, Wochen, Auszeichnungen, Anmerkungen) | Anmerkungen                                                                                       |
| Jahr | Titel                  | UK | US | R&B | Anmerkungen                                                                                       |
| ---- | ---------------------- | --- | --- | --- | ------------------------------------------------------------------------------------------------- |
| 1976 | Come Get It!           | — | US13 Gold · (36 Wo.)US | R&B3 (47 Wo.)R&B | Erstveröffentlichung: 20. April 1976 mit The Stone City Band Produzenten: Rick James, Art Stewart |
| 1979 | Bustin’ Out of L Seven | — | US16 (27 Wo.)US | R&B2 (34 Wo.)R&B | Erstveröffentlichung: 26. Januar 1979 Produzenten: Rick James, Art Stewart                        |
| 1979 | Fire It Up             | — | US34 (20 Wo.)US | R&B5 (29 Wo.)R&B | Erstveröffentlichung: 16. Oktober 1979 Produzenten: Rick James, Levi Ruffin                       |
| 1980 | Garden of Love         | — | US83 (10 Wo.)US | R&B17 (15 Wo.)R&B | Erstveröffentlichung: 16. Juli 1980 Produzent: Rick James                                         |
| 1981 | Street Songs           | — | US3 Platin · (74 Wo.)US | R&B1 (78 Wo.)R&B | Erstveröffentlichung: 7. April 1981 Produzent: Rick James                                         |
| 1982 | Throwin’ Down          | UK93 (2 Wo.)UK | US13 Gold · (23 Wo.)US | R&B2 (39 Wo.)R&B | Erstveröffentlichung: 13. Mai 1982 Produzent: Rick James                                          |
| 1983 | Cold Blooded           | — | US16 Gold · (29 Wo.)US | R&B1 (33 Wo.)R&B | Erstveröffentlichung: 5. August 1983 Produzent: Rick James                                        |
| 1985 | Glow                   | — | US50 (26 Wo.)US | R&B7 (29 Wo.)R&B | Erstveröffentlichung: April 1985 Produzent: Rick James                                            |
| 1986 | The Flag               | — | US95 (12 Wo.)US | R&B16 (17 Wo.)R&B | Erstveröffentlichung: 18. April 1986 Produzent: Rick James                                        |
| 1988 | Wonderful              | — | US148 (8 Wo.)US | R&B12 (19 Wo.)R&B | Erstveröffentlichung: 5. Juli 1988 Produzent: Rick James                                          |
| 1997 | Urban Rapsody          | — | US170 (1 Wo.)US | R&B31 (10 Wo.)R&B | Erstveröffentlichung: 14. Oktober 1997 Produzenten: Rick James, Daniel LeMelle                    |
| 2007 | Deeper Still           | — | US185 (1 Wo.)US | R&B19 (9 Wo.)R&B | Erstveröffentlichung: 15. Mai 2007 Produzent: Rick James                                          |

## Filmografie
- 1985: Das A-Team (Fernsehserie, Episode 4x06 Hinter Gittern), Rick James spielte sich selbst in einer Nebenrolle.
- 1985: Musikvideo zu Eddie Murphys Party All the Time, worin er sich selbst spielt. (Offizielles Musikvideo auf YouTube)
- 1999: Lebenslänglich (Life) als Spanky Johnson
- 2007: Superfreak von Shine Louise Houston[9]